# Arvo Animation
Arvo Animation Inc. (jap. 株式会社アルボアニメーション Kabushiki-gaisha Arubo Animēshon) – japońskie studio animacji z siedzibą w tokijskiej dzielnicy Suginami, założone w lipcu 2017 roku przez Taiichiego Kawaguchiego.

## Produkcje

### Seriale telewizyjne
| Rok  | Tytuł                              | Reżyser(zy)       | Liczba odcinków | Uwagi                                                   | Przypisy    |
| ---- | ---------------------------------- | ----------------- | --------------- | ------------------------------------------------------- | ----------- |
| 2019 | Bokutachi wa benkyō ga dekinai     | Yoshiaki Iwasaki  | 26              | Na podstawie mangi autorstwa Taishiego Tsutsuia.        | [ 2 ] [ 3 ] |
| 2020 | Monster musume no oisha-san        | Yoshiaki Iwasaki  | 12              | Na podstawie light novel autorstwa Yoshino Origuchiego. | [ 4 ]       |
| 2021 | Tsuki to Laika to Nosferatu        | Akitoshi Yokoyama | 12              | Na podstawie light novel autorstwa Keisuke Makino.      | [ 5 ] [ 6 ] |
| 2023 | Kikansha no mahō wa tokubetsu desu | Taishi Kawaguchi  | 12              | Na podstawie manhwy autorstwa Usonan.                   | [ 7 ]       |
| 2025 | Kowloon Generic Romance            | Yoshiaki Iwasaki  | nieznana        | Na podstawie mangi autorstwa Jun Mayuzuki.              | [ 8 ]       |

### OVA
| Rok       | Tytuł                          | Reżyser(zy)      | Liczba odcinków | Uwagi                                          | Przypisy     |
| --------- | ------------------------------ | ---------------- | --------------- | ---------------------------------------------- | ------------ |
| 2019–2020 | Bokutachi wa benkyō ga dekinai | Yoshiaki Iwasaki | 2               | Odcinki OVA dołączone do 14. i 16. tomu mangi. | [ 9 ] [ 10 ] |